# Chamesson
Chamesson – miejscowość i gmina we Francji, w regionie Burgundia-Franche-Comté, w departamencie Côte-d’Or. Przez miejscowość przepływa Sekwana. 
Według danych na rok 1990 gminę zamieszkiwało 331 osób, a gęstość zaludnienia wynosiła 21 osób/km² (wśród 2044 gmin Burgundii Chamesson plasuje się na 586. miejscu pod względem liczby ludności, natomiast pod względem powierzchni na miejscu 609.).